# Cmentarz wojenny nr 93 – Stróżówka
Cmentarz wojenny nr 93 – Stróżówka – cmentarz z I wojny światowej, zaprojektowany przez Hansa Mayra znajdujący się we wsi Stróżówka w powiecie gorlickim, w gminie Gorlice. Jeden z ponad 400 zachodniogalicyjskich cmentarzy wojennych zbudowanych przez Oddział Grobów Wojennych C. i K. Komendantury Wojskowej w Krakowie.
Cmentarz znajduje przy bocznej drodze na zachód od drogi nr 977. Otoczony jest w całości murowanym kamiennym płotem. Ma kształt prostokąta o powierzchni około 153 m². W przedniej części znajduje się łukowato sklepiona brama z zachowanym oryginalnym krzyżem. W tylnej części ogrodzenia znajduje się podwyższenie, a na nim drewniany krzyż, charakterystyczny dla Mayra. W tylnej części ustawiono 14 żeliwnych krzyży.
Na cmentarzu jest pochowanych 98 żołnierzy rosyjskich w ośmiu grobach zbiorowych oraz 11 pojedynczych poległych w maju 1915 roku:
- 9 Rosjan,
- 37 Austriaków m.in. z 56 IR,
- 10 Niemców m.in. z 272 i 270 rezerwowego Pułku Piechoty.

## Galeria

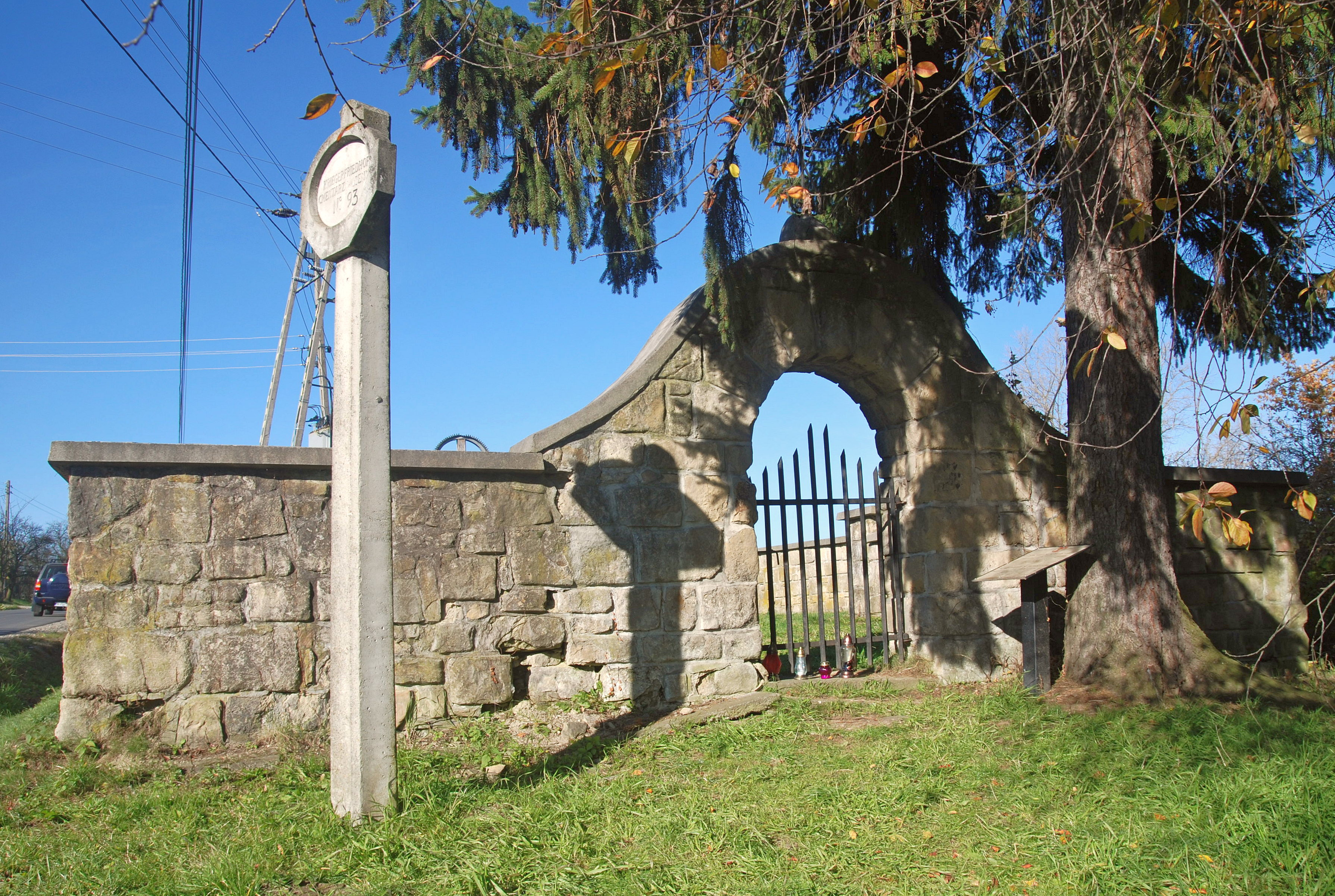
Widok od strony wejścia
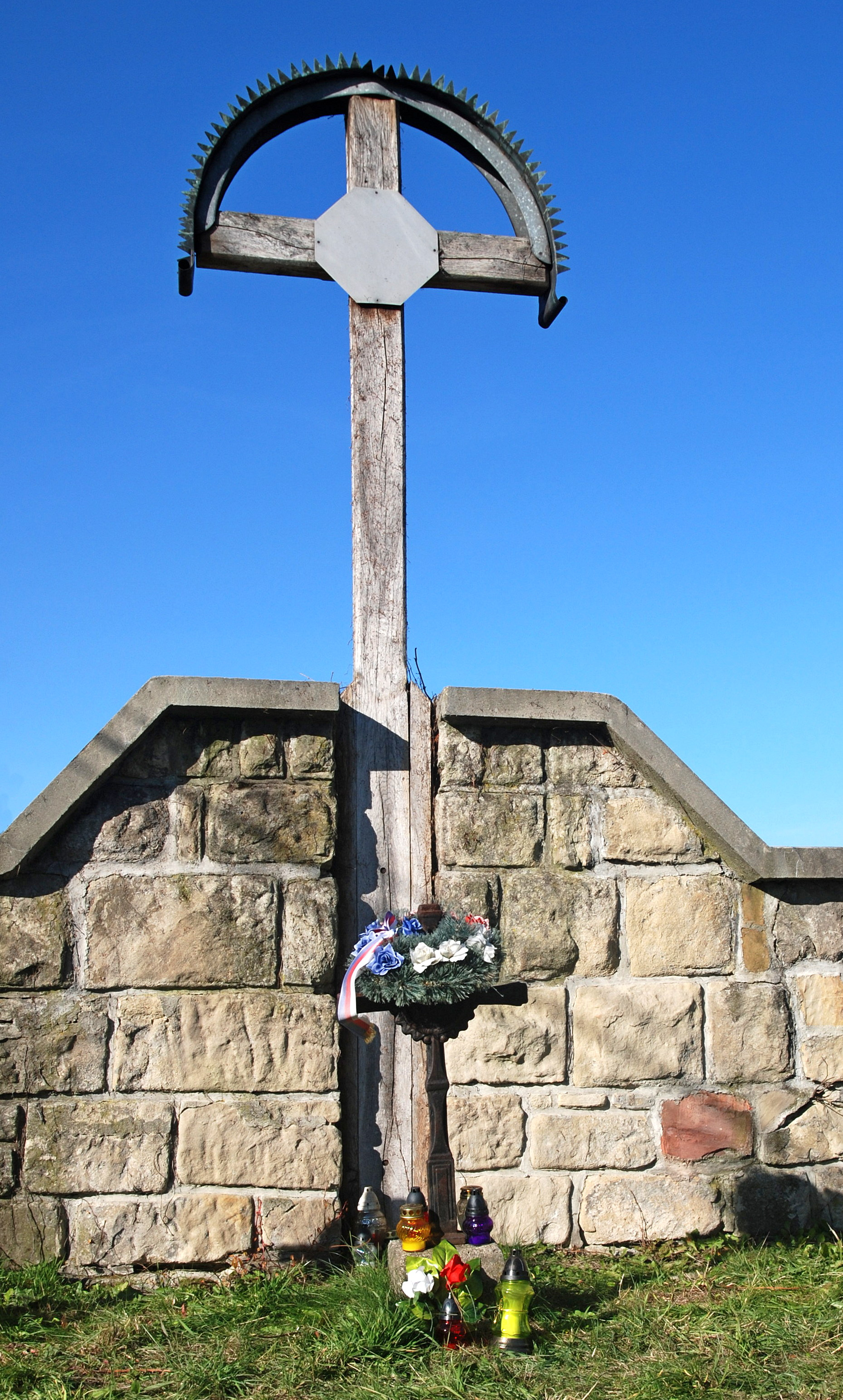
Widok na krzyż centralny Mayra
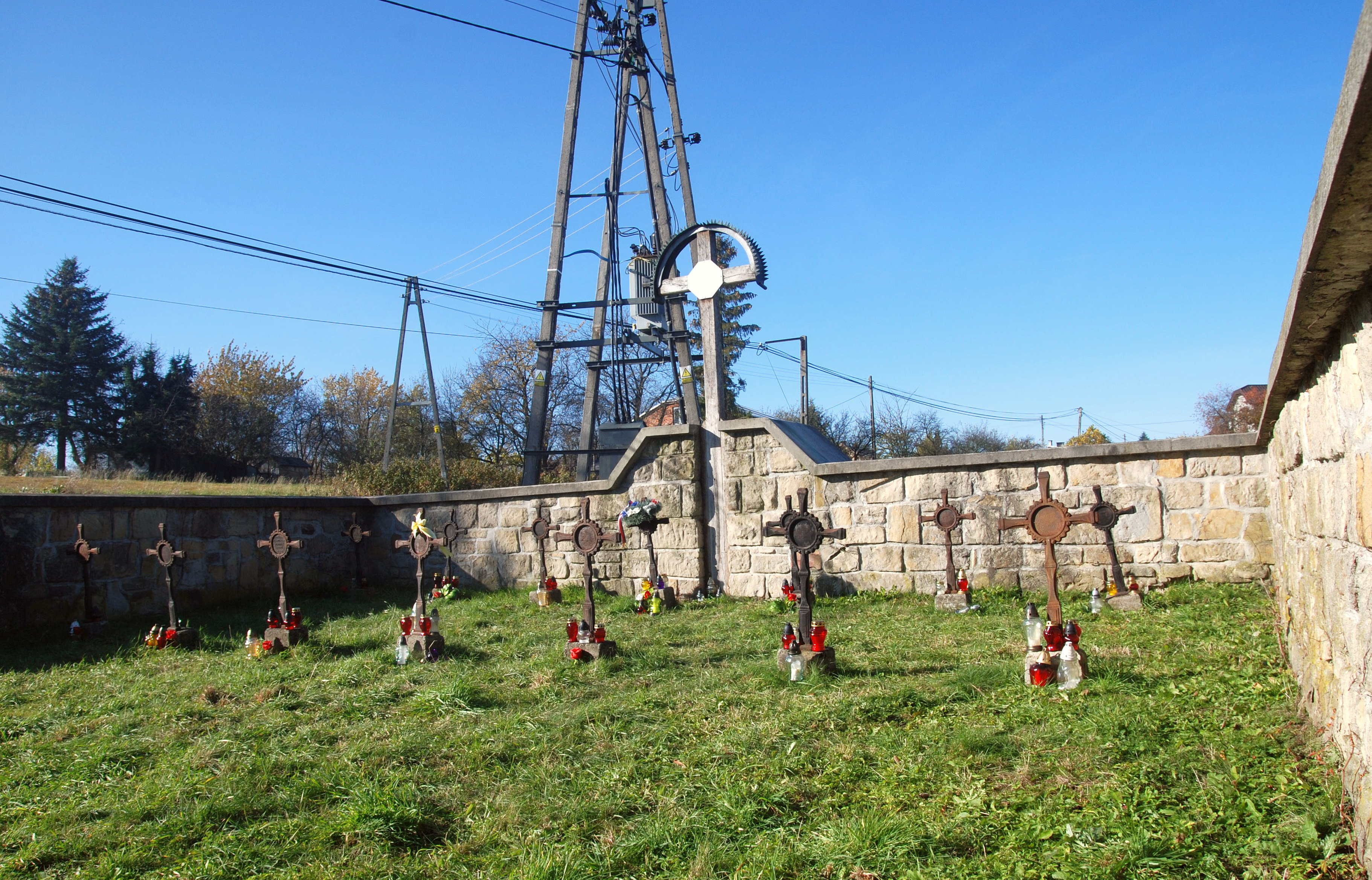
Fragment cmentarza
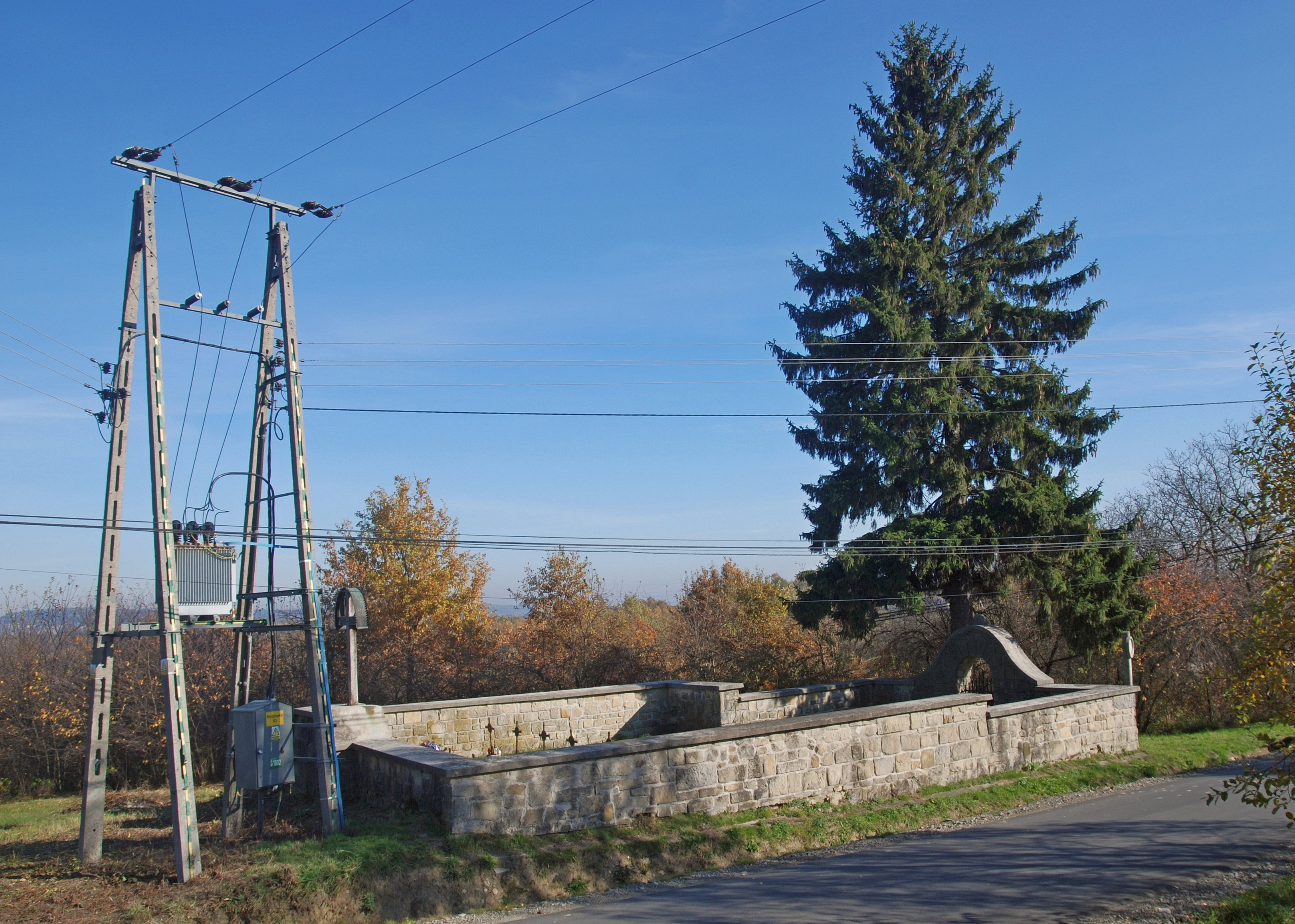
Widok ze strony zachodniej
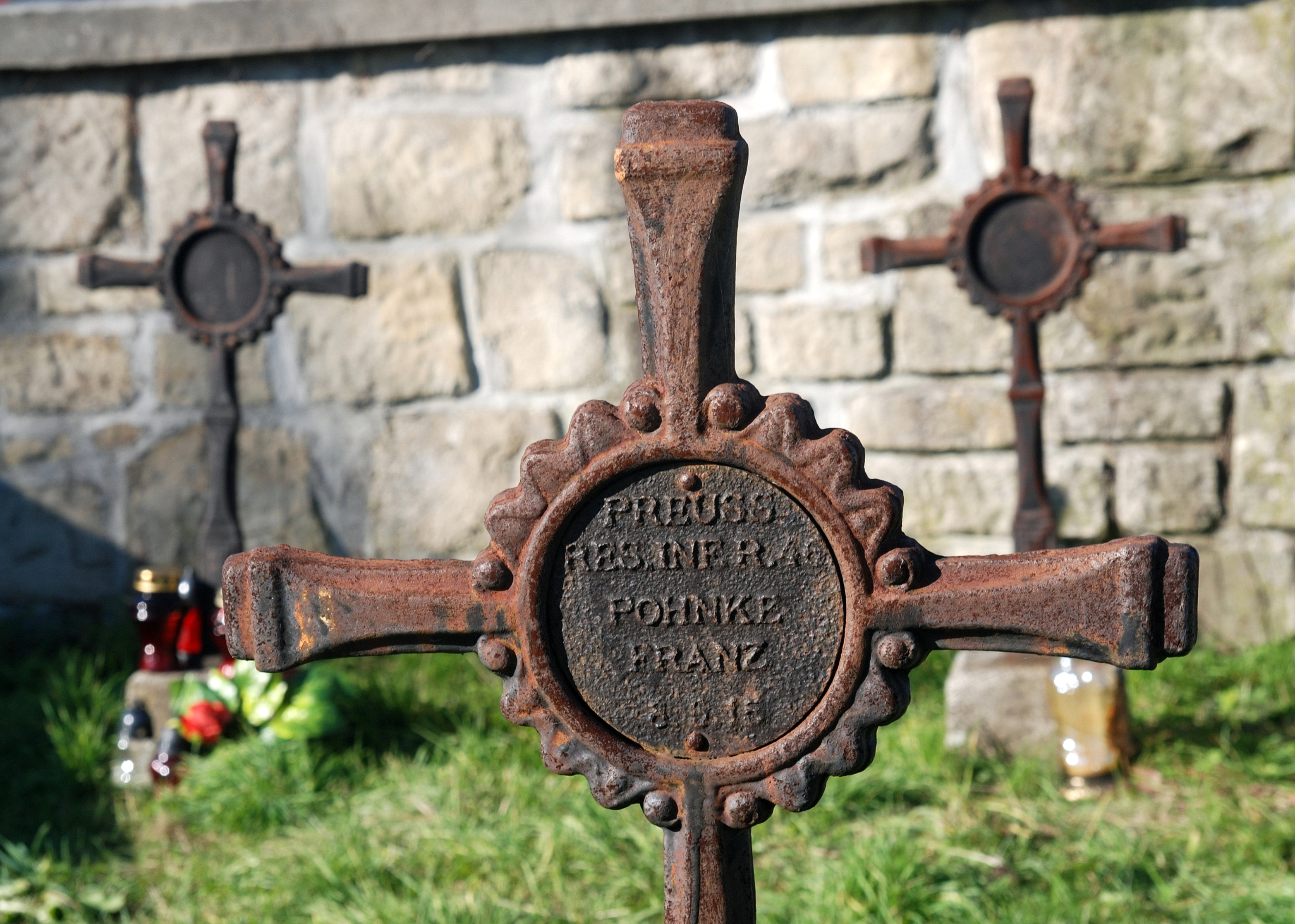
Krzyż łaciński Mayra
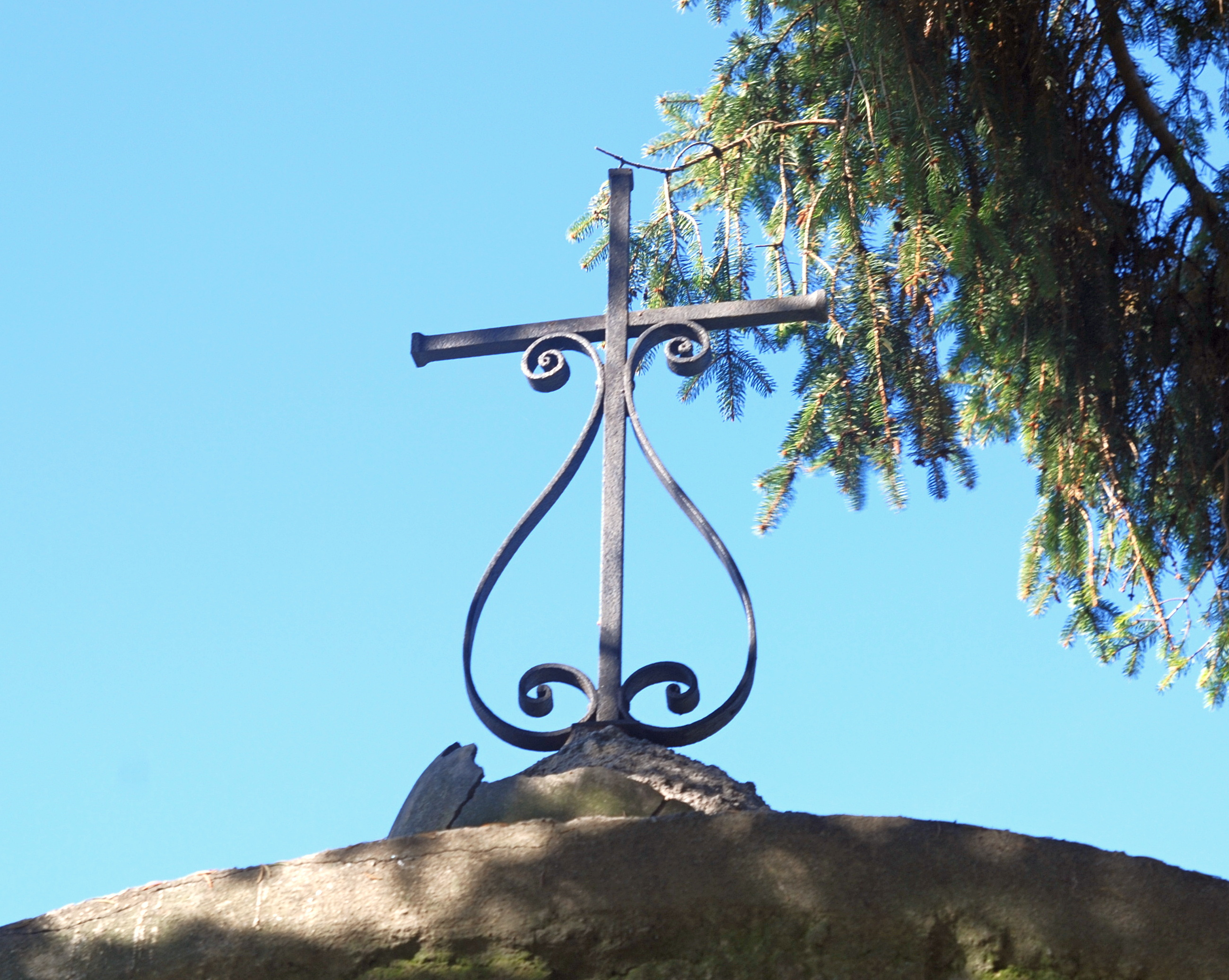
Krzyż na bramie